# Мінська височина

Мінська височина

Мінська височина — одна з найвищих частин Білорусі та Білоруської гряди. 
Височина займає північно-західну і центральну частини Мінської області. Межує з Ошмянською височиною на заході, Нарочансько-Вілейською  і Верхньоберезинською низовинами на північному заході і півночі, Оршанською височиною на сході, Центральноберезинською рівниною на південно-сході, Копильскою грядою і Верхньонеманською низовиною на півдні і південному-заході. Долиною річки Сервеч (притока річки Вілія) відділена від Свенцянських пасом. 
Протяжність із південного заходу на північний схід — понад 180 км, із заходу на схід — 143 км. Максимальна висота: найвища в Білорусі Дзержинська гора (345 м) на півдні, Лиса гора (342 м) і Маяк (335 м) у центральній частині. Відносне перевищення над сусідніми рівнинами більше, ніж на 150 м. Рельєф грядовий і сильно горбистий. Частина Чорноморсько-Балтійського вододілу. 
Наскрізні долини річок Ілія-Гайна, Вілія-Поня поєднують басейни Балтійського і Чорного морів. Річкова мережа належить басейнах  річок Німан (Вілія з притоками Сервеч, Двіноса, Ілія; Березина, Іслоч, Сула, Уса та ін) та  Дніпро (Березина з Понею, Тайною, Плисою, Свіслоччю, Птиччю). Водосховища на річці Свіслоч (Заславське, Криниця, Дрозди), річці Вяча (Вяча), річці Птич (Волчковицьке водосховище). У межах Мінської височини проходить головний канал Вілейсько-Мінської водної системи. 
Під лісом 10-20% території на півдні і 40-50% на півночі. Основна частина боліт осушена. Під ріллею близько 50% території. На височині ландшафтний заказник республіканського значення «Прилуцький», Купалівський меморіальний заказник «Вязинка».